# Хойто-Гол (сельское поселение)
Се́льское поселе́ние «Хойто-Гол» (бур. Хойто Голын hомон) — муниципальное образование в Тункинском районе Бурятии Российской Федерации.
Административный центр — улус Хойто-Гол.

## История
Статус и границы сельского поселения установлены Законом Республики Бурятия от 31 декабря 2004 года № 985-III «Об установлении границ, образовании и наделении статусом муниципальных образований в Республике Бурятия»

## Население
| 2011 | 2012 | 2013 | 2014 | 2015 | 2016 | 2017 |
| ---- | ---- | ---- | ---- | ---- | ---- | ---- |
| 656  | ↘631 | ↘617 | ↘607 | ↘604 | ↗609 | ↘593 |
| 2018 | 2019 | 2020 | 2021 | 2023 | 2024 |      |
| ↗594 | ↘573 | ↘556 | ↘501 | ↘496 | →496 |      |

## Состав сельского поселения
| № | Населённый пункт | Тип населённого пункта       | Население |
| - | ---------------- | ---------------------------- | --------- |
| 1 | Хойто-Гол        | улус, административный центр | →496      |